# La cosecha (Brueghel)
Los cosechadores (en neerlandés, De korenoogst) es una obra del pintor Pieter Brueghel el Viejo, perteneciente al ciclo de seis obras sobre los «Meses» del año. Representa el verano o los meses de agosto y septiembre. Es un óleo sobre tabla, pintado en el año 1565. Mide 118 cm de alto y 161 cm de ancho. Se exhibe actualmente en el Museo Metropolitano de Arte de Nueva York, Estados Unidos, con el título inglés de The Harvesters.
De esta misma serie sobre los meses quedan otras cuatro pinturas, todas ellas del año 1565:
- Día triste, Día nublado o El día sombrío (febrero-marzo), Museo de Historia del Arte de Viena
- La siega del heno (junio-julio), Palacio de Lobkowicz, en el Castillo de Praga
- El regreso de la manada (octubre-noviembre), Museo de Historia del Arte de Viena
- Los cazadores en la nieve (diciembre-enero), Museo de Historia del Arte de Viena

Una sexta pintura, hoy perdida, representaría los meses de abril y mayo. 
Como en muchas de sus pinturas, el foco de atención de Brueghel son los campesinos trabajando. Se destaca que algunos de ellos están comiendo, mientras otros están cosechando, una representación diacrónica tanto de la producción de comida como de su consumo.
Cobra importancia fundamental el paisaje, no como mero decorado para las figuras como ocurre en la pintura veneciana, sino como verdadero tema central. Sus paisajes son un importante precedente de los flamencos barrocos como Rubens.